# Пол Крумпе
Пол Крумпе (англ. Paul Krumpe, нар. 4 березня 1963, Торренс) — американський футболіст, що грав на позиції захисника.

## Клубна кар'єра
У дорослому футболі дебютував 1982 року виступами за університетську команду УКЛА, в якій провів чотири сезони. 
Своєю грою за цю команду привернув увагу представників тренерського штабу клубу «Чикаго Стінг», до складу якого приєднався 1986 року. Відіграв за команду з Чикаго наступні три сезони своєї ігрової кар'єри. Більшість часу, проведеного у складі «Чикаго Стінг», був основним гравцем захисту команди.
У 1987 році уклав контракт з клубом «Лос-Анджелес Гіт», у складі якого провів наступні тир роки своєї кар'єри гравця, після чого протягом року захищав кольори клубу «Реал Санта Барбара». 
У 1991 році перейшов до клубу «Колорадо Фоксес». Завершив професійну кар'єру футболіста виступами за цю команду в 1991 році.

## Виступи за збірну
У 1986 році дебютував в офіційних матчах у складі національної збірної США.
У складі збірної був учасником  футбольного турніру на Олімпійських іграх 1988 року у Сеулі, чемпіонату світу 1990 року в Італії.
Загалом протягом кар'єри в національній команді, яка тривала 6 років, провів у її формі 25 матчів, забивши 1 гол.

## Титули і досягнення
- Срібний призер Чемпіонату націй КОНКАКАФ: 1989